# Terraferma (album)
Terraferma è il terzo album in studio di Max Pezzali, quinto della sua carriera solista. L'album è uscito il 16 febbraio 2011, a quattro anni di distanza dal precedente disco di inediti, Time Out. 

## Il disco
L'album è stato pubblicato in due versioni, la prima, pubblicata il 16 febbraio 2011, contiene undici brani inediti mentre l'edizione deluxe, pubblicata il 31 maggio, presenta tre canzoni, una delle quali inedite, in precedenza acquistabile solo su iTunes, intitolata Un omino incredibile (già bonus track nella prima edizione digitale). Il primo singolo estratto è Il mio secondo tempo, canzone con la quale il cantante ha partecipato al Festival di Sanremo 2011. Il secondo singolo è invece Credi, reso disponibile per l'airplay radiofonico dal 20 aprile, ed il terzo Quello che comunemente noi chiamiamo amore, pubblicato il 1º luglio.
Nel disco sono presenti alcuni tributi musicali (grazie ad arrangiamenti riconoscibili) ad altri artisti o gruppi: ad esempio l'introduzione di Fiesta Baby richiama Da Da Da dei Trio  mentre Il tempo vola cita i Devo. L'intro della canzone Tu come il sole (risorgi ogni giorno) è invece una citazione di Free Fallin' di Tom Petty. Inoltre, la canzone Il mio secondo tempo, nell'edizione deluxe pubblicata il 31 maggio, appare con un finale modificato rispetto all'originale e la grafica del disco è completamente rivoluzionata.
A fine maggio l'album è stato certificato disco d'oro per le oltre 40.000 copie vendute e venne premiato ai Wind Music Awards 2011 nella sezione album.

## Tracce
Testi e musiche di Max Pezzali, eccetto dove indicato.
1. Credi – 4:48
2. Il mio secondo tempo – 3:58
3. Quasi felice – 4:59
4. Terraferma – 4:33
5. Ogni estate c'è – 3:37
6. A posto domattina – 4:13
7. Quello che comunemente noi chiamiamo amore – 4:28
8. Tu come il sole (risorgi ogni giorno) – 3:50
9. Il tempo vola – 3:38
10. Sto bene qui – 3:46
11. Fiesta Baby – 3:19

Traccia bonus dell'edizione iTunes
1. Un omino incredibile – 4:08

Tracce bonus dell'edizione speciale
1. Un omino incredibile – 4:08
2. Quello che comunemente noi chiamiamo amore (Live Session) – 4:10
3. Mamma mia dammi cento lire (feat. Arisa) – 3:04 (Anonimo)

## Formazione
- Max Pezzali - voce, ukulele
- Sergio Carnevale - batteria
- Enrico Caruso - pianoforte
- Christofer Ghidoni - chitarra, cori
- Davide Ghidoni - fiati
- Roberto Gualdi - batteria
- Claudio Guidetti - basso, chitarra, cori, tastiera
- Fabio Gurian - archi
- Matteo Lavagna - basso
- Sergio Maggioni - chitarra, tastiera
- Michele Papadia - pianoforte
- Antonio Petruzzelli - basso
- Phil Palmer - chitarra
- Elio Rivagli - batteria
- Roberto Vernetti - batteria, basso, chitarra, percussioni, cori, tastiera
- Massimo Zanotti - fiati
- Martina Marinucci - cori
- Simona Bertoni - cori
- Noego Crew - cori
- Vanessa Chiappa - cori

## Classifiche
| Classifica (2011) | Posizione massima |
| ----------------- | ----------------- |
| Italia            | 4                 |
| Svizzera          | 88                |

| Classifica di fine anno (2011) | Posizione |
| ------------------------------ | --------- |
| Italia                         | 37        |